# کاژیمیش رودزکی
کاژیمیش رودزکی (لهستانی: Kazimierz Rudzki؛ ‏ تلفظ لهستانی: [kaˈʑimjɛʂ]؛ ‏ ۶ ژانویهٔ ۱۹۱۱ – ۲ فوریهٔ ۱۹۷۶) بازیگر، کارگردان نمایش، کارگردان فیلم و مجری اهل لهستان بود. او دانش‌آموختهٔ آکادمی ملی هنرهای نمایشی الکساندر زلوروویچ در ورشو بود.
از فیلم‌ها یا برنامه‌های تلویزیونی که وی در آن نقش داشته‌است، می‌توان به چگونه جنگ جهانی دوم را آغاز کردم، نخستین روز آزادی، دارکوب، چهل‌ساله، مسافر، اروییکا، از دوشنبه‌ها بیزارم و سه گام روی زمین اشاره کرد.
وی همچنین برندهٔ جوایزی همچون نشان دهمین سالگرد خلق لهستان شده‌است.